# Ceratopogon saltans
Ceratopogon saltans är en tvåvingeart som först beskrevs av Johannes Winnertz 1852.  Ceratopogon saltans ingår i släktet Ceratopogon och familjen svidknott.
Artens utbredningsområde är Tyskland. Inga underarter finns listade i Catalogue of Life.